# Heimat- und Handfeuerwaffenmuseum Kemnath
Das Heimat- und Handfeuerwaffenmuseum Kemnath wurde 1984 eröffnet und ist in der dortigen Fronveste untergebracht. Die Dauerausstellung behandelt die erste bayerische Gewehrmanufaktur Fortschau und archäologische Funde aus dem Kemnather Land.

## Inhalt
Das Museum besitzt eine umfangreiche Sammlung von Handfeuerwaffen aus der Produktion der ehemaligen Gewehrmanufaktur, die von 1689 bis 1801 in Fortschau bei Kemnath existierte. In der dazugehörigen Abteilung ist eine Auswahl von Lunten- und Steinschlossmusketen ausgestellt und ihre Entwicklung und Funktionsweise wird erklärt. Zudem sind Jagdgewehre zu sehen, die nach 1814 hauptsächlich von den dortigen Büchsenmachern hergestellt wurden. Grund war die Auflösung des Armaturwerkes in Fortschau und die Gründung der Gewehrfabrik in Amberg im Jahr 1801. Damit wurden 1814 die letzten Fortschauer Gewehre an die Zeughäuser geliefert und die verbliebenen Büchsenmacher produzierten Gewehre für den privaten Gebrauch.
Der zweite Schwerpunkt der Sammlung umfasst archäologische Funde aus der Region. Das sind beispielsweise die Zeugnisse menschlicher Besiedelung des Kemnather Landes vor mehr als 50.000 Jahren. Außerdem sind Knochenstücke von Sauriern, wie dem Nothosaurus, dem Pistorsaurus und dem Placodus zu sehen, die vor mehr als 200 Millionen Jahren zur Zeit der Trias gelebt haben. Zu dieser Zeit war an der Stelle Kemnaths das Muschelkalkmeer und die Knochen wurden am Stadtrand gefunden.
Die originalen Zellen der denkmalgeschützten Fronveste wurden erhalten und verweisen auf die frühere Nutzung des Museumsgebäudes als Gefängnis.
Im Nebengebäude ist eine historische Schmiede eingerichtet. Der Innenhof wird für Veranstaltungen und standesamtliche Trauungen genutzt.
In unmittelbarer Nähe des Heimat- und Handfeuerwaffenmuseums befindet sich als Außenstelle seit 2015 das Musikeum. Hier werden Musikautomaten aus den privaten Sammlungen der Familien Heindl, Zetlmeisl und Wildenauer präsentiert.
Die Betreuung des Museums leistet der Verein Heimatkundlicher Arbeits- und Förderkreis Kemnath und Umgebung e.V. ehrenamtlich. Das Museum ist Teil des Museumsverbundes das zwoelfer - Museen im Landkreis Tirschenreuth.